# Bullion (película)
Bullion es una película de drama criminal ugandesa de 2014 producida por Henry Ssali y dirigida por Phillip Luswata. Está protagonizada por Allan Tumusiime, Ainea Ojiambo, Juliana Kanyomozi, Laura Kahunde, Anne Kansiime, Michael Wawuyo y la participación de la modelo y empresaria Sylvia Owori.

## Sinopsis
Collins Jjuuko necesita desesperadamente dinero para la cirugía a corazón abierto de su hija en India. Para conseguirlo se une a un grupo de empleados bancarios codiciosos para robar una camioneta de lingotes. Tras el atraco, sus compañeros le tienden una trampa y se llevan todo el dinero, resultando él como único detenido. Al salir de prisión, buscará venganza.

## Producción
Fue producida por Henry Ssali en su compañía Ssali Productions. Fue su segunda película tras "Kiwani" en 2008. La preproducción y producción comenzaron en 2009, mientras que la postproducción terminó en 2014. Se estrenó en abril de 2014 en Munyonyo Kampala.
Las audiciones para el elenco de la película comenzaron en 2009. Allan Tumusiime, quien había trabajado anteriormente en la primera película de Ssali, Kiwani, fue elegido para el papel principal como Collins Jjuuko. El actor keniano Ainea Ojiambo, fue elegido como el antagonista a través de Phillip Luswata, con quien trabajó en Makutano Junction. Ssali también eligió a la cantante Juliana Kanyomozi, quien debutó como actriz en su primera película Kiwani.